# Crush Tonight
Crush Tonight è un singolo dell'album Loyalty del rapper Fat Joe.